# Irã nos Jogos Olímpicos de Verão de 1964
O Irã competiu nos Jogos Olímpicos de Verão de 1964, realizados em Tóquio, Japão.